# جون هانسون
جون هانسون (بالإنجليزية: John Hanson)‏ (3 ديسمبر 1962 في المملكة المتحدة - ) هو لاعب كرة قدم بريطاني في مركز الهجوم. لعب مع برادفورد سيتي ونادي سكاربورو.

## وصلات خارجية
- جون هانسون على موقع قاعدة بيانات كرة القدم.إي يو (الإنجليزية)